# Kevin sam w Nowym Jorku

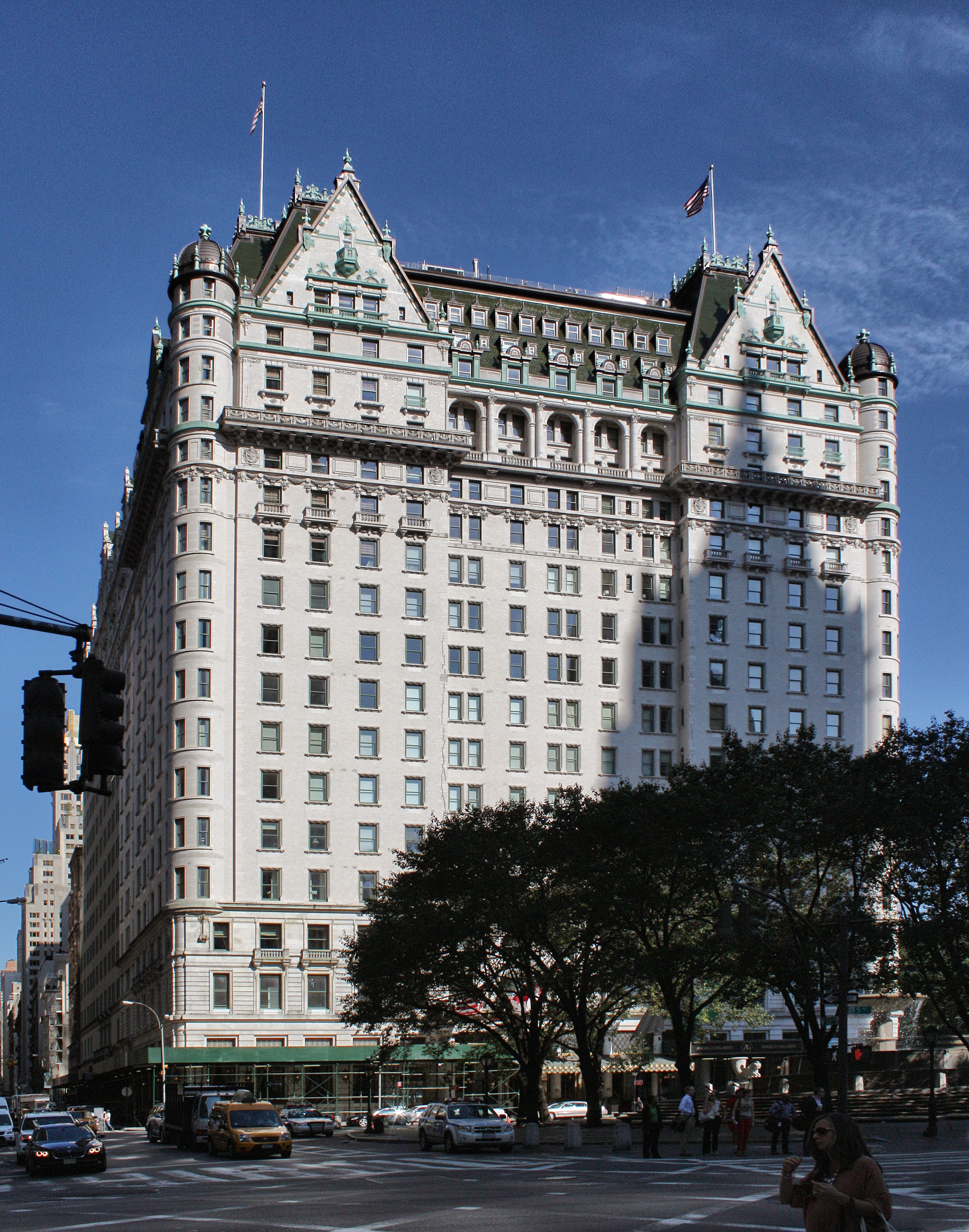
Hotel Plaza, w którym nocował Kevin

Kevin sam w Nowym Jorku (ang. Home Alone 2: Lost in New York) – amerykańska komedia familijna z 1992 roku w reżyserii Chrisa Columbusa. Jest to drugi film z serii Sam w domu.
Mimo uzyskania dużej popularności film został negatywnie odebrany przez krytyków. Serwis Rotten Tomatoes, opierając się na opiniach z 25 recenzji, przyznał mu wynik 35%, czyli „zgniły”.

## Piosenki w filmie
- Darlene Love – „All Alone On Christmas”
- Bobby Helms – „Jingle Bell Rock”
- Johnny Mathis – „It’s Beginning to Look a Lot Like Christmas”
- Andy Williams – „It’s the Most Wonderful Time of the Year”
- Alan Jackson – „A Holly Jolly Christmas”
- The Capitols – „Cool Jerk”
- Tom Petty i The Heartbreakers – „Christmas All Over Again”
- Bette Midler – „Somewhere In My Memory”
- Atlantic Starr – „Silver Bells”[3]

## Fabuła
Zbliża się kolejne Boże Narodzenie. Tym razem rodzina McCallisterów oraz kuzyni wybierają się na świąteczny odpoczynek na Florydę. Ponieważ wciąż dobrze pamiętają to, jak wiele kłopotów mieli podczas poprzedniego świątecznego wyjazdu do Paryża, podczas którego Kevin został sam w domu, tym razem wszyscy bardzo go pilnują. Jednakże z powodu zaspania (Peter odłączył od prądu radiobudzik, przez co zresetował na nim godzinę) przyjeżdżają na lotnisko dosłownie w ostatniej chwili, a w wyniku nieporozumienia Kevin, biorąc przez pomyłkę innego mężczyznę za swojego tatę, wsiada do samolotu lecącego do Nowego Jorku. Chłopiec ląduje w tym mieście, po czym przy użyciu pieniędzy z torby należącej do ojca kwateruje się w hotelu Plaza, co wzbudza zainteresowanie konsjerża hotelu. Tymczasem z więzienia uciekają „mokrzy bandyci” – Harry i Marv – którzy planują okraść sklep z zabawkami. Kevin postanawia temu zapobiec.

## Obsada
- Macaulay Culkin – Kevin McCallister
- Joe Pesci – Harry Lime
- Daniel Stern – Marv Merchants
- Tim Curry – pan Hector, konsjerż w Hotelu Plaza
- Catherine O’Hara – Kate McCallister
- John Heard – Peter McCallister
- Devin Ratray – Buzz McCallister
- Hillary Wolf – Megan McCallister
- Maureen Elisabeth Shay – Linnie McCallister
- Michael C. Maronna – Jeff McCallister
- Gerry Bamman – stryj Frank McCallister
- Terrie Snell – stryjenka Leslie McCallister
- Jedidiah Cohen – Rod McCallister
- Senta Moses – Tracy McCallister
- Daiana Campeanu – Sondra McCallister
- Kieran Culkin – Fuller McCallister
- Anna Slotky – Brooke McCallister
- Brenda Fricker – kobieta z gołębiami z Central Parku
- Eddie Bracken – pan E.F. Duncan
- Dana Ivey – pani Stone, recepcjonistka w Hotelu Plaza
- Rob Schneider – Cedric, bagażowy w Hotelu Plaza
- Leigh Zimmerman – modelka
- Ally Sheedy – bileterka
- Ron Canada – policjant
- Donald Trump – on sam, właściciel Hotelu Plaza
- Ralph Foody – gangster Johnny